# Carebara bicarinata
Carebara bicarinata é uma espécie de inseto do gênero Carebara, pertencente à família Formicidae.